# Football Americano Argentina
Football Americano Argentina (FAA) es una Asociación Civil sin fines de lucro de Argentina dedicada al fomento y desarrollo del fútbol americano en el país. Las tres ligas más desarrolladas en Argentina son Córdoba Football Americano de la ciudad de Córdoba, Rosario Football League en Rosario y Football Americano Argentina que nuclea al conurbano bonaerense. FAARG en la actualidad cuenta con seis equipos, quienes disputan una temporada regular que los lleva al Tazón Austral, como así análogamente en CFA se disputa el Tazón de La Docta.

## Historia
La liga de Football Americano Argentina (FAA) se creó en el año 2004 cuando un grupo de jugadores fanáticos de la NFL decidió crear un campeonato dónde el deporte se pueda jugar de forma legal. Fue a través de un gran esfuerzo y dedicación que consiguieron comprar y traer al país el equipamiento necesario para comenzar con la práctica y enseñanza del deporte. En ese primer año, se realiza un breve torneo entre los tres equipos hasta entonces constituidos, Cruzados, Osos Polares y Tiburones.
En el año 2005 comienza con un nuevo equipo, Jabalíes, quienes, sumados a los tres anteriores, protagonizan el primer torneo oficial de FAA. Osos Polares y Tiburones disputan el Tazón Austral I, el cual es obtenido por el equipo de Tiburones.
En 2006 el deporte toma una importante repercusión en nuestro país, lo que se ve reflejado en la liga. Gracias a ello y a la incorporación de gran cantidad de jugadores, se decide la creación de un nuevo equipo, los Corsarios. Ese año, el Tazón Austral II fue ganado por Jabalíes.
Finalmente en 2007 surge el hasta ahora más joven equipo de la Liga, Legionarios. Este equipo nace de un desprendimiento de varios jugadores de Cruzados y en su primer año y gracias a grandes habilidades individuales logran un récord de 9-0, en la temporada regular. Posteriormente ganarían la semifinal contra Corsarios y se enfrentarían contra Tiburones en el Tazón Austral III, quienes habían derrotado a Jabalíes en su playoff. La victoria y el Tazón quedaron en manos de los Tiburones.
Luego de la temporada regular 2008 se disputan los Playoffs, por un lado Legionarios vs. Jabalíes y por el otro Tiburones Vs. Cruzados. Jugando la final los Jabalíes -favoritos para llevarse el Tazón Austral IV- y los Cruzados quienes venían de una clasificación a último momento. Ese año, y contra todos los pronósticos se alza con la victoria el equipo de Cruzados.
2009 sería el de la consolidación de Cruzados como equipo dominante de la Liga, al exhibir una superioridad abrumadora, que los llevaría a disputar el Tazón Austral V, nuevamente frente a Jabalíes. Y La victoria sería para los primeros, quienes se consagraban así como bicampeones.
Durante 2010 esa superioridad se mantuvo durante la temporada regular, pero en semifinales Cruzados no podría con un sorprendente Jabalíes, que clasificando con lo justo en el cuarto puesto, los derrotaba y llegaban a su cuarta final. Del otro lado de la llave, Corsarios, con una segunda mitad de año excelente, utilizando la formación Wildcat como estandarte, derrotaba a Legionarios y clasificaba para disputar el Tazón Austral VI. Y Corsarios sería el ganador, en un gran partido, consagrándose campeones por primera vez en su historia.
Jabalíes y Legionarios dominaron la liga 2011 de principio a fin. Los primeros con una defensiva dominante, que permitió muy pocos puntos y una de las ofensivas más fructíferas del año. La Legión con un sistema ofensivo novedoso en la liga, que no pudo ser contrarrestado por sus rivales. En una nueva final para el equipo jabalí, el Tazón Austral VII quedaba para Legionarios, quienes obtenían el trofeo por primera vez.
El 2012 sería nuevamente el año de Corsarios, quienes con la misma fórmula del 2010 derrotaban a su clásico rival Cruzados, quienes habían dominado la temporada regular con holgura. De esta manera Corsarios alcanzó a su vencido y Tiburones como los únicos equipos con dos Australes conquistados.
En el 2013, los dos equipos dominantes del año fueron Tiburones y Cruzados, ambos finalizaron arriba la temporada regular, y se enfrentaron en una ajustadísima final, que se llevó La Hermandad por 1 punto. Con ese nuevo campeonato, Cruzados también se consagraba como el máximo ganador en la corta historia de la liga.
Cruzados consolidó su supremacía en 2014. Tras dominar claramente la temporada regular, nuevamente en la final se enfrentaron a Tiburones. Y por segundo año consecutivo, el Tazón Austral se quedó con Cruzados. Con 4 Australes en su haber, los verde y plata estiran la ventaja sobre el resto de la liga.
Tiburones marcó el ritmo de la temporada 2015, tras obtener un récord perfecto de diez partidos ganados y ninguna derrota, obtuvo su pase a la final eliminando a Legionarios en semifinales. En la otra llave, Corsarios aplastó a Cruzados 40-6 y se ganó el derecho a disputar el la final. En un revés inesperado, Corsarios se coronó campeón del Tazón Austral XI con un 28-26 ante un atónito Tiburones, a pesar de que en temporada regular se impuso a Corsarios tanto en el partido de ida como el de vuelta.
En 2016, se repitió la final entre Corsarios y Tiburones, llegando los primeros con un récord de 8-1 y con una marca de 6-3 para el equipo tiburón. El resultado también se repetiría, con el equipo corsario imponiéndose por 33-8 y consagrándose campeón del Tazón Austral por cuarta vez en su historia y por segunda vez consecutiva. El QB del equipo negro, Federico Poy, fue condecorado con el MVP de la temporada y el premio a mejor jugador ofensivo.
El 2017, marco nuevos hitos en la historia de la Liga, coronando a Corsarios como el único Pentacampeón, y único en lograr tres títulos consecutivos, al derrotar en un apretado 28-27 a Osos Polares, llegando los primeros con un récord de 9-1 y con una marca de 7-3 los polares. El QB del equipo subcampeón, Mathias Crespi, fue condecorado con el MVP de la temporada.
Luego de 12 años, Jabalíes logró consagrarse por segunda vez en su historia en el 2018. De la mano del HC Juan Manuel Sesto, y el QB Fermín Peralta Martínez, lograron derrotar por 27-14 a Corsarios impidiendo que los piratas ganen su cuarto torneo al hilo. El MVP de la temporada quedó en manos del WR/CB del equipo negro, Tomás Kouba.
2019 Fue el décimo quinto Tazon Austral y nuevamente, como el año anterior, se repetía la final entre Corsarios (6-4) y Jabalíes (8-2) quien, por segundo año consecutivo doblegó a su par pirata por 13 a 7, consiguiendo así, el bicampeonato y su tercer palmar en la historia. Corsarios que durante la temporada regular tuvo altibajos, llegaba a la final tras ganarle a Tiburones por un ajustado 7 a 6 en semifinales. Mientras que el equipo comandado por Juan Manuel Sesto hicieron valer su condición de favoritos doblegando a Osos Polares por 32 a 0. 
El MVP quedó en manos de Ignacio Malvicini, Mariscal de campo de Tiburones  quien también se llevó el premio al Novato más valioso en su primer año en la liga mayor.

## Actualidad
A 2019, la Liga FAA se encuentra conformada por seis equipos de mayores de 21 años, y tres equipos de categoría juveniles, los cuales han demostrado una sólida capacidad de organización y compromiso con el deporte. Gran parte de la representación de la Selección Argentina de Football Americano está compuesta por jugadores de la Liga FAA, tanto en su categoría mayores, como sub-21.
La liga está en constante crecimiento: en el curso de ingreso 2019, 65 aspirantes a la categoría mayor pasaron por el proceso de formación. Finalmente 44 jugadores nuevos se incorporaron a la categoría mayores (6 de ellos provenientes de la categoría inferior). Los juveniles tuvieron 20 incorporaciones nuevas, de un total de 45 aspirantes preinscriptos a principio de año.

## FAA Internacional
En el marco internacional, la presencia de FAA ha crecido vertiginosamente desde su creación, con la aparición de la Selección de fútbol americano de Argentina. En el 2004 se marcó un hito al ser sede del primer partido internacional en Sudamérica, cuando el equipo ULACYT Warriors, de Panamá, jugó un amistoso con la selección Argentina, Halcones. A pesar de la victoria panameña, la experiencia recogida fue un valioso triunfo por sí mismo. La visita de distintas personalidades del deporte como el Sr. Ángel Martínez, presidente de ONEFA, Dan Crookham, Entrenador de Stampeede Sooners Oklahoma de Estados Unidos y Bryan Fletcher, ala cerrada del campeón de la NFL, Indianapolis Colts entre otros hicieron que el año 2006 fuera rico en sorpresas y aún más en consejos recogidos. En el año 2011 y 2012, FAA ha sido honrada por IFAF con la posibilidad de enviar un entrenador para el Personal de coaches del IFAF World Team U19 que disputó el International Bowl frente a su similar de USA. El honor ha quedado en las dos ocasiones en manos de Allan Kotliar, quien ha desempeñado un gran papel.

Rivales Internacionales:
- 2004: ULACYT Warriors (Panamá)
- 2005-presente: Selección de fútbol americano de Uruguay
- 2010: Claremont-Mudd-Scripps Stags (Estados Unidos)
- 2013: Pacific University Boxers (Estados Unidos)
- 2015: Selección de fútbol americano de Chile
- 2017: Selección de fútbol americano de Brasil

## El Silver Bowl
Como en toda la historia del deporte rioplatense, en cuanto un deporte comienza a desarrollarse en la región, no tarda mucho en establecerse un duelo con los vecinos de la costa de enfrente del Río de la Plata. Pasó en el fútbol, el rugby, el básquet y el football americano no podía ser menos. Por ese histórico afán de medirse unos a otros, como también para fortalecer y ayudar al crecimiento del deporte en la región, es que FAA y UFL de Uruguay disputan desde el año 2005 el Silver Bowl, un año en cada país.
La selección Uruguaya, Los Charrúas, ganaron las dos primeras ediciones disputadas. La primera en Montevideo (24-0) y la segunda en Buenos Aires(6-7).
Por su parte los Halcones de Argentina han ganado la tercera edición 2007 por (9-24) en Montevideo , la cuarta edición no se jugó. La quinta edición, 2010, en Buenos Aires, también fue para Argentina (22-6) como así también la sexta en Montevideo 2011 por (3-0). La séptima edición, disputada también en Montevideo, dejó nuevamente una victoria de Halcones por (12-00)
- Silver Bowl Sub-21.

En el año 2010 se desarrolló por primera vez la edición del Silver Bowl Sub-21, alzándose el equipo argentino como campeón del certamen con una victoria por 12 a 0.
Y Actualmente venció nuevamente por 12 a 0 a su similar de Uruguay en Montevideo 2011.
En el año 2012, Charrúas U-21 se llevó por primera vez el clásico de la categoría, al derrotar de local a Halcones U-21 por (08-05)

## Equipos
Los equipos que actualmente forman parte de FAA son:
- Tiburones
- Osos Polares
- Cruzados
- Jabalíes
- Corsarios
- Legionarios

## Categoría Juveniles
La categoría Juveniles de FAA se encuentra compuesta por jugadores de 15 a 21 años.
Desde la creación de la categoría, Aztecas y Coyotes fueron los primeros equipos. Jugaron 2 series anuales de 6 partidos. En el año 2012, se creó el tercer equipo, Yacarés, dándole más competencia a la categoría.
Los 3 equipos que conforman la categoría Juveniles son:
- Coyotes
- Aztecas
- Yacarés

## Categoría Flag Football Femenino
La categoría de Flag Football Femenino de FAA se encuentra compuesta por jugadoras de 15 a 45 años.
Desde la creación de la categoría, en 2016, han existido 3 equipos (Medusas, Tigresas y Valkirias). En ese mismo año se realizó un "torneo relámpago" a fin de año para oficialmente realizar la primera competencia de la categoría, siendo un triangular de 3 partidos en un mismo día, de donde Valkirias resultó equipo vencedor.
En 2017 se realizó el primer torneo oficial de larga duración, siendo una temporada completa de 12 fechas (disputando cada equipo 8 encuentros, enfrentando 4 veces a cada rival). En este mismo año también cada equipo contaba con un HC específico, dividiendo así los entrenamientos por equipo. Tras imponerse en casi todos los encuentros, Medusas salió campeón, alzándose como el primer "campeón oficial" de la categoría.
En 2018 se realizó nuevamente un torneo de misma duración que el anterior, comenzando así a establecerse la categoría con mayor peso e importancia dentro de la federación. Este año, logró imponerse a lo largo del año el conjunto de Tigresas, convirtiéndose así campeonas por primera vez en su historia.
Los 3 equipos que conforman la categoría Juveniles son:
- Medusas
- Tigresas
- Valkirias

## Premios
Los Premios Football Americano Argentina  son premios que Liga de Football Americano Argentina a dado desde sus inicios a los jugadores más destacados de cada temporada, que son premiados con diversos galardones.
Los premios que se entregan son:
Categoría Mayor
- MVP
- Mejor Ofensivo
- Mejor Defensivo
- Novato del año

Categoría Juvenil
- MVP
- Mejor Ofensivo
- Mejor Defensivo
- Novato del año

Categoría Flag Femenino
- MVP

### Palmarés Categoría Mayor
| Año  | MVP                    | Ofensivo             | Defensivo                | Rookie                  |
| 2005 |                        |                      |                          |                         |
| 2006 | Guillermo Herrera      | Maximiliano Araque   | Raúl de la Rosa          | Guillermo Herrera       |
| 2007 | Brian Saletta          | Brian Saletta        | Joaquín Pérez Curiel     | Nelson Medici           |
| 2008 | Martín Spada           | Martín Spada         | Raúl de la Rosa (2)      | Federico Poy            |
| 2009 | Nicolás Crespo         | Federico Schwartzman | Mariano Smilasky         | Carlos Giorello         |
| 2010 | Federico Poy           | Federico Poy         | Juan Álvarez Jofre       | Juan Cruz Elizalde      |
| 2011 | Ray Eisenhauer         | Ray Eisenhauer       | Nicolás Calvo            | Matias Bezruk           |
| 2012 | Federico Poy (2)       | Federico Poy (2)     | Daniel Andreotti         | Joaquín Salto Lastra    |
| 2013 | Mauro Scala            | Federico Poy (3)     | Mauro Scala              | Franco Pellechia        |
| 2014 | Thomas Haberl          | Thomas Haberl        | Joaquín Pérez Curiel (2) | Stefano Zucchi          |
| 2015 | Augusto Bazan          | Augusto Bazan        | Joaquin Pérez Curiel (3) | Luis Cigarruista        |
| 2016 | Federico Poy (3)       | Federico Poy (4)     | Christian Brangold       | Miguel Martín y Herrera |
| 2017 | Mathias Crespi         | Mathias Crespi       | Christian Brangold (2)   | Lars Riecke             |
| 2018 | Tomás Kouba            | Federico Poy (5)     | Christian Brangold (3)   | Tomás Cáceres           |
| 2019 | Ignacio Malvicini      | Federico Poy (6)     | Franco Franceschetti     | Ignacio Malcivini       |
| 2022 | Juan Martin Alonso     | Tomas Kouba          | Pablo Scarnato           | I.Sellares // C.Pusso   |
| 2023 | Juan Martin Alonso (2) | Augusto Bazan (2)    | Pablo Scarnato (2)       | Maximiliano Lagnado     |
| 2024 | Inti Sellares          | Maximiliano Lagnado  | Nicolas Migone           | Enric Castillo          |
| ---- | ---------------------- | -------------------- | ------------------------ | ----------------------- |

### Palmarés Categoría Juvenil
| Año  | MVP                              | Ofensivo              | Defensivo              | Rookie             |
| 2007 | Nicolás Perlini                  | -                     | -                      | -                  |
| 2008 | Mathias Crespi - Ignacio Sincich | -                     | -                      | -                  |
| 2009 | Gabriel Corsini - Ivo Carrabs    | -                     | -                      | -                  |
| 2010 | Nicolás Bader                    | Leandro Giannini      | Joaquín Szyldergemanjn | Tobias Fogo        |
| 2011 | Kevin Golberg                    | Agustín Sánchez       | Iván Sayus             | Nicolás Caferatta  |
| 2012 | Francisco Olea                   | Francisco Olea        | Kevin Goldberg         | Juan Cruz Medina   |
| 2013 | -                                | -                     | -                      | -                  |
| 2014 | Federico Acin                    | Enzo Patetta          | Lars Riecke            | Stefano De Angelis |
| 2015 | -                                | -                     | -                      | -                  |
| 2016 | Tomás Cáceres                    | Ignacio Malvicini     | Lars Riecke (2)        | Gonzalo Carreras   |
| 2017 | Ignacio Malvicini                | Tomás Ustimczuk       | Matias Corsini         | Esteban Delgado    |
| 2018 | Juan Lucarella                   | Miguel López Gaudiero | Juan Lanzillota        | Roman Hribar       |
| 2019 | Rodrigo Bates                    | Tomás Caironi         | Nicolás Verdasco       | Facundo Ramos      |
| ---- | -------------------------------- | --------------------- | ---------------------- | ------------------ |

### Palmarés Categoría Flag Femenino
| Año  | MVP                    |
| 2018 | Agustina Romero Torres |
| ---- | ---------------------- |

## Draft
El Draft es un sorteo anual en el cual los equipos de la FAA toman turnos para escoger los jugadores libres provenientes del Campamento de Novatos y aquellos que asciendan de la categoría Juvenil.

El orden de elecciones se decide de manera inversa a la posición de cada equipo en la temporada anterior.

### Draft 2005
| Rd/Pick | 1                           | 2                             | 3                       | 4                  |
| ------- | --------------------------- | ----------------------------- | ----------------------- | ------------------ |
| 1       | Ciro Jaén (JAB)             | Rodrigo Méndez Caldeira (OSP) | Mariano Vecchioli (TIB) | Juan Monetta (CRU) |
| 2       | Darwin Flores Goulart (JAB) | Juan Cruz Trigueiro (TIB)     | Marcelo Groce (CRU)     | Robert Brown (OSP) |
| 3       | Gabriel González (JAB)      | Santiago Palacio (CRU)        | Arnold Benavoli (JAB)   | Paolo Tévez (JAB)  |

### Draft 2006
| Rd/Pick | 1                       | 2                            | 3                                                                        | 4                               |
| ------- | ----------------------- | ---------------------------- | ------------------------------------------------------------------------ | ------------------------------- |
| 1       | Vasyl Mospan (CRU)      | Martín Spada (JAB)           | Juan García Chiesa (OSP) Guillermo Herrera (OSP) Juan Manuel Sesto (OSP) | Diego blade (TIB)               |
| 2       | Mario Ibarra (CRU)      | Patricio Romero Prandi (JAB) | Nicolás Calvo (CRU)                                                      | -                               |
| 3       | Mitch Cohen (CRU)       | Carlos Laphitz (JAB)         | Lucas Scatamaccia (TIB)                                                  | -                               |
| 4       | Emanuel Ganduglia (CRU) | Matias Martucci (JAB)        | Felipe Silveira (OSP)                                                    | Alejandro Moravich Casais (TIB) |
| 5       | Lucas Silveira (COR)    | Nicolás Saettone (CRU)       | Diego Chapov (JAB)                                                       | Mariano D'Amato (OSP)           |

### Draft 2007
| Rd/Pick | 1                                | 2                                | 3                                      | 4                             | 5                             | 6                                    |
| ------- | -------------------------------- | -------------------------------- | -------------------------------------- | ----------------------------- | ----------------------------- | ------------------------------------ |
| 1       | Sebastián Mihelj (CRU)-vía Leg   | Reynaldo Mionis (LEG)-vía Tib    | Mariano Smilasky (TIB)-vía Leg-via Cru | Lucas Fulquet (OSP)-via Cru   | Esteban Sturla (OSP)          | Federico Buenamaison (JAB)           |
| 2       | Hernan Bongiovanni (CRU)-vía Leg | Juan Álvarez Jofre (JAB)-vía Tib | Thomas Haberl (CRU)                    | Claudio Rumbola (OSP)-vía Cor | Mariano Geremia (OSP)         | Gabriel Blanco (TIB)-vía Leg-vía Jab |
| 3       | Christian José Dotti (LEG)       | Allan Kotliar (TIB)              | Leonardo Fraile (CRU)                  | Alejandro Otero (LEG)-vía Cor | Horacio Álvarez (LEG)-vía Osp | Maximiliano Ricagno (JAB)            |
| 4       | Adrián Geremia (LEG)             | Nicolás Pantazis (TIB)           | Agustín Crivelli (CRU)                 | Javier Giaconne (COR)         | Gastón Liendo (TIB)-vía Osp   | -                                    |

### Draft 2008
| Rd/Pick | 1                  | 2                                      | 3                              | 4                         | 5                      | 6                      |
| ------- | ------------------ | -------------------------------------- | ------------------------------ | ------------------------- | ---------------------- | ---------------------- |
| 1       | Pablo Catala (OSP) | Federico Poy (COR)-via Cru             | Edgardo Noriega (OSP)-vía Cor  | Martín De Negri (JAB)     | Marcelo Valencia (LEG) | Matias Alcon (TIB)     |
| 2       | Pablo Zamora (OSP) | Alejandro Bonomo (OSP)-vía Cor-via Cru | Jorge Mardinelli (CRU)-vía Cor | Tomás Gallo Arenzon (JAB) | Bruno Amadori (LEG)    | Juan Pablo ponce (TIB) |

### Draft 2009
| Rd/Pick | 1                     | 2                        | 3                          | 4                                     | 5                   | 6                  |
| ------- | --------------------- | ------------------------ | -------------------------- | ------------------------------------- | ------------------- | ------------------ |
| 1       | Alejandro López (OSP) | Sebastián De Negri (COR) | Diego Botbol (TIB)-vía Leg | Fabián Sánchez (LEG)                  | Dan Lande (JAB)     | Pablo Jali (CRU)   |
| 2       | Jeffrey Rosco (OSP)   | Fabián Serlik (COR)      | Óscar Stibien (LEG)        | Nicolás García Calabuig (LEG)-vía Tib | Alan Kritzler (JAB) | Víctor Botto (CRU) |
| 3       | Facundo Vivante (OSP) | Hernan Madariaga         | Jonathan Fiscman (LEG)     | Mariano Ríos (JAB)                    | Pablo Ríos (TIB)    | -                  |

### Draft 2010
| Rd/Pick | 1                           | 2                     | 3                     | 4                                          | 5                           | 6                            |
| ------- | --------------------------- | --------------------- | --------------------- | ------------------------------------------ | --------------------------- | ---------------------------- |
| 1       | Bryce Levy (OSP)            | Francisco López (COR) | Gabriel Corsini (LEG) | Hernan Sananes (TIB)                       | Fernando Olea (COR)-vía Jab | Franco Sudiro Maltauro (CRU) |
| 2       | Agustín Falco (COR)-vía Osp | Rodrigo Pessina (COR) | Gustavo Rey (LEG)     | Leonardo Rodríguez Scapipati (JAB)-vía Leg | Martín Gejo (LEG)-vía Jab   | Eduardo Reyes (CRU)          |
| 3       | Carlos Reales (OSP)         | -                     | -                     | -                                          | -                           | -                            |

### Draft 2011
| Rd/Pick | 1                                | 2                          | 3                                | 4                                 | 5                             | 6                      |
| ------- | -------------------------------- | -------------------------- | -------------------------------- | --------------------------------- | ----------------------------- | ---------------------- |
| 1       | Nicolás Bader (OSP)              | Joaquín Syldejermajn (TIB) | Ignacio Sincich (LEG)            | Juan Ignacio Vazquez Broqua (CRU) | Facundo Mazzini (COR)-vía Jab | Santiago Pessina (COR) |
| 2       | Brian Prigoshin (OSP)            | Tomás Goñi (TIB)           | Roberto Alessi (LEG)             | Federico Maurice (TIB)-vía Cru    | César Ramírez (LEG)-vía Jab   | Daniel Andreotti (COR) |
| 3       | Maximiliano Romoli (COR)-vía Osp | Emiliano Ferre (TIB)       | Benjamin Deferrari (OSP)-vía Leg | -                                 | -                             | -                      |

### Draft 2012
| Rd/Pick | 1                     | 2                            | 3                            | 4                             | 5                           | 6                                |
| ------- | --------------------- | ---------------------------- | ---------------------------- | ----------------------------- | --------------------------- | -------------------------------- |
| 1       | Diego Soto (COR)      | Matias Ordóñez (CRU)-vía Osp | Mathias Crespi (OSP)-via Cru | Joaquín Salto Lastra (CRU)    | Juan Alzate Velázquez (JAB) | Agustín Sánchez Merlisnsky (LEG) |
| 2       | Santiago Torres (COR) | Nicolás Alberto (OSP)        | Javier Peñalver (TIB)        | Maximiliano Lo Gioudice (CRU) | Julián Chames (JAB)         | Diego Fernández (LEG)            |
| 3       | Federico Motolo (COR) | -                            | -                            | -                             | -                           | -                                |

### Draft 2013
| Rd/Pick | 1                            | 2                         | 3                             | 4                      | 5                              | 6                              |
| ------- | ---------------------------- | ------------------------- | ----------------------------- | ---------------------- | ------------------------------ | ------------------------------ |
| 1       | Iván Sayus (TIB)-vía Leg     | Tobias Fogo (OSP)-vía Jab | Iván Ustimcsuk (LEG)-vía Tib  | Kevin Golberg (OSP)    | Leandro Montesano (CRU)        | Francisco Cuenca Camacho (COR) |
| 2       | Franco Franceschetti (LEG)   | Esteban Tubert (JAB)      | Pablo Caballero (LEG)-vía Tib | Gastón Longarini (OSP) | Claudio Deamelio (OSP)-via Cru | Francisco Aprea (COR)          |
| 3       | Andrés Parrado (CRU)-vía Leg | -                         | -                             | -                      | -                              | -                              |

### Draft 2014
| Rd/Pick | 1                                  | 2                                  | 3                            | 4                                | 5                           | 6                       |
| ------- | ---------------------------------- | ---------------------------------- | ---------------------------- | -------------------------------- | --------------------------- | ----------------------- |
| 1       | Fernando Noodt Molins (LEG)        | Stefano Zucchi (OSP)               | Lucas Falvella (OSP)-vía Jab | Leandro Bosch (COR)              | Ignacio Perez Camossa (TIB) | Martín Persico (CRU)    |
| 2       | Nicolás Caferatta (JAB)-vía Leg    | Leandro García Novak (COR)-vía Osp | Carlos Chirico (LEG)-vía Jab | Juan Ponce de León (OSP)-vía Cor | Ignacio Dufau (TIB)         | Giancarlo Podesta (CRU) |
| 3       | Andrés Zappia Bogado (CRU)-vía Leg | Santiago Ruejas (OSP)              | -                            | -                                | -                           | -                       |

### Draft 2015
| Rd/Pick | 1                       | 2                 | 3                    | 4                      | 5 | 6 |
| ------- | ----------------------- | ----------------- | -------------------- | ---------------------- | - | - |
| 1       | Guillermo Herrera (OSP) | Axel Jaikin (JAB) | Francisco Olea (LEG) | Marcelo Ambrosio (COR) | - | - |

### Draft 2016
| Rd/Pick | 1                           | 2                        | 3                         | 4                       | 5                                     | 6                     |
| ------- | --------------------------- | ------------------------ | ------------------------- | ----------------------- | ------------------------------------- | --------------------- |
| 1       | Stefano De Angelis (OSP)    | Manuel Seijas (JAB)      | Juan Cruz Medina (LEG)    | Carlos Rolleri (CRU)    | Cristian Bissio (LEG)-vía Tib         | David Wagner (COR)    |
| 2       | Lucas Burgos Montesano (OSP | Lucas Bienaime (JAB)     | Juan Calvete (LEG)        | Lucas Goldacarena (CRU) | Miguel Martín y Herrera (COR)-vía Tib | Flavio Sueldo (COR)   |
| 3       | Maximiliano Becerro (OSP)   | Nicolás Montenegro (JAB) | Matias Sosa Ferraro (LEG) | Francisco Dorna (CRU)   | Kevin Rotela (JAB)-vía Tib            | Gonzalo Paredes (COR) |

### Draft 2017
| Rd/Pick | 1                     | 2                     | 3                        | 4                             | 5                            | 6                             |
| ------- | --------------------- | --------------------- | ------------------------ | ----------------------------- | ---------------------------- | ----------------------------- |
| 1       | Facundo Franque (TIB) | Lars Riecke (CRU)     | Agustín Poli (OSP)       | Fermín Peralta Martínez (JAB) | Juan Ignacio Galvalisi (TIB) | Álvaro Hernández Oberto (COR) |
| 2       | Andrés Tarquini (TIB) | Fernando Maceri (CRU) | Christian Deglisse (OSP) | Diego Vargas (TIB)-vía Jab    | Sebastián Fernández (TIB)    | Diego Hernández (COR)         |
| 3       | Brian Grimberg (LEG)  | -                     | -                        | -                             | -                            | -                             |

### Draft 2018
| Rd/Pick | 1                     | 2                           | 3                      | 4                   | 5                           | 6                                   |
| ------- | --------------------- | --------------------------- | ---------------------- | ------------------- | --------------------------- | ----------------------------------- |
| 1       | Gregory Carreño (LEG) | Tomás Cáceres (OSP)-vía Tib | Álex Pietrogallo (CRU) | Tomás Zajdman (JAB) | Kevin Charpentier (OSP)     | Federico Rocco Zamora (LEG)-vía Cor |
| 2       | Enzo Patteta (LEG)    | Fernando Lema (TIB)         | Juan Cruz Rojas (CRU)  | Daniel Tamayo (JAB) | Maximiliano Romanelli (OSP) | Luciano Cisneros (LEG)-vía Cor      |
| 3       | Santiago Saied (LEG)  | -                           | -                      | -                   | -                           | -                                   |

### Draft 2019
| Rd/Pick | 1                                   | 2                   | 3                               | 4                      | 5                                  | 6                            |
| ------- | ----------------------------------- | ------------------- | ------------------------------- | ---------------------- | ---------------------------------- | ---------------------------- |
| 1       | Miguel López Gaudiero (COR)-vía Leg | Hernan Rivas (TIB)  | Ignacio Malvicini (TIB)-vía Osp | Mateo Labriola (CRU)   | Marco Luparo (TIB)-vía Leg-vía Cor | Nicolás Migone (JAB)         |
| 2       | Facundo Suárez (LEG)                | Pablo Guaita (TIB)  | Martín Paciullo (LEG)-vía Osp   | Sebastián Umerez (CRU) | Sebastián Sproviero (LEG)-vía Cor  | Sebastián Gonzales Ali (JAB) |
| 3       | Ezequiel Campos (LEG)               | Hernan Fusman (TIB) | Manuel Liberman (OSP)           | Rubén Casella (CRU)    | Rodrigo Eula (COR)                 | Kevin Villalba (JAB)         |
| 4       | Fabio Perez Molina (LEG)            | Deiby Mendoza (TIB) | Ariel Ojeda (OSP)               | Gonzalo Becerra (CRU)  | Lisandro Benítez (COR)             | Javier Cardenal Tajan (JAB)  |
| 5       | Lorenzo Zuzuarregui (LEG)           | -                   | -                               | -                      | -                                  | -                            |

### Draft 2021
| Rd/Pick | 1                               | 2                     | 3                       | 4                       | 5                                 | 6                         |
| ------- | ------------------------------- | --------------------- | ----------------------- | ----------------------- | --------------------------------- | ------------------------- |
| 1       | Rodrigo Bates (CRU)             | Salvador Anido (LEG)  | Esteban Delgado (OSP)   | Franco Schneider (TIB)  | Juan Ignacio Ripoll (LEG)-vía Cor | Luciano Foglia (JAB)      |
| 2       | Juan A. Lucarella (LEG)-vía Cru | Franco Palmero (LEG)  | Agustín Foglia (OSP)    | Matias Corsini (TIB)    | Matias Morocho (COR)              | Juan Lanzillotta (JAB)    |
| 3       | Tomas Lupidi (CRU)              | Tobias Cubilla (LEG)  | Javier Casariego (OSP)  | Nicolás Verdasco (TIB)  | Cristóbal Pusso (COR)             | Juan M. Calafell (JAB)    |
| 4       | Jeremías Steimann (CRU)         | Nicolás Gentile (LEG) | Gonzalo Carreras (OSP)  | Daniel Vázquez (TIB)    | Joaquín Juárez (COR)              | Manuel Picot (JAB)        |
| 5       | Tomas Caironi (CRU)             | Agustín Geist (LEG)   | Nicolás Medina (OSP)    | Facundo Ramos (TIB)     | Michael Franck (COR)              | Felipe Koch (JAB)         |
| 6       | Juan Cruz Vila (CRU)            | Julián Peralta (LEG)  | Juan E. Rodríguez (OSP) | Juan I. Fernandez (TIB) | Maximiliano Kouba (COR)           | Franco De Santis (JAB)    |
| 7       | Tomas Attas (CRU)               | Tomas Caino (LEG)     | Nicolás Ripoll (OSP)    | Santiago Sánchez (TIB)  | Joseph L. Contreras (COR)         | Ignacio Grandenitti (JAB) |
| 8       | Jonathan Alcaraz (CRU)          | Alan Corbera (LEG)    | -                       | -                       | -                                 | -                         |

### Draft 2022
| Rd/Pick | 1                      | 2               | 3                                | 4                        | 5                 | 6              |
| ------- | ---------------------- | --------------- | -------------------------------- | ------------------------ | ----------------- | -------------- |
| 1       | N. Inti Sellares (LEG) | D. Manjon (COR) | B. Ponce juan (FAA)-vía Osp      | F. Cáceres (TIB)         | I. Cormack (CRU)  | M. Zucal (JAB) |
| 2       | I. Ruhl (LEG)          | G. Macri (COR)  | L. Giménez Rodrigo (FAA)-vía Osp | I. Alessandri lucas(TIB) | M. Bravanti (CRU) | -              |

### Draft 2023
| Rd/Pick | 1                        | 2                    | 3                         | 4                        | 5                              | 6                           |
| ------- | ------------------------ | -------------------- | ------------------------- | ------------------------ | ------------------------------ | --------------------------- |
| 1       | Tomas Lemos (OSP)        | Pablo Mocdese (TIB)  | Maximiliano Lagnado (LEG) | Mariano Raul Cheng (CRU) | Agustin La Bella (CRU)-via Cor | Matias Vilgre (CRU)-via Jab |
| 2       | Rodolfo Mascialino (OSP) | Gerardo Bordon (TIB) | Tomas Celiz (TIB)-via Leg | -                        | -                              | -                           |